# Magicicada tredecula
Magicicada tredecula (лат.) — вид периодических цикад с 13-летним жизненным циклом, распространенный в восточной части Северной Америки.
Относится к группе decula, включающей также вид Magicicada septendecula (17-летняя). По своему циклу сходен с видами Magicicada tredecassini и Magicicada septendecim, имеющими также 13-летний период развития.